# グランド・スラム・オヴ・ダーツ
グランド・スラム・オヴ・ダーツ (bwin Grand Slam) は、プロフェッショナル・ダーツ・コーポレイション (PDC) が開催するダーツのトーナメントである。PDCは、競合団体のブリティッシュ・ダーツ・オーガナイゼイション (BDO) からも、最高のパフォーマンスをしたプレイヤー達を招待しており、全強豪が1つのワールド・チャンピオンシップで争えない現在、その代わりとなるイベントとなっている。(BDOの清算に伴い、2021年度大会からはPDC所属プレイヤーのみの参加)
これまでに2つの異なる団体のチャンピオン同士で直接対決が2回あり、また、いくつかのイギリス以外でのトーナメントでも、BDOとPDCの対決を取り上げたものは存在する。しかし、このイベントは、イギリスで開催され、両団体から (直接対決ではなく) 多くのトップ・プレイヤーが参加する初めてのトーナメントである。

## 以前のPDC vs BDOのトーナメント
このトーナメントが開催される以前にも、PDCとBDOのどちらからもプレイヤーが出場するトーナメントが存在する。
2005 マスターズ・オヴ・ダーツは、両団体のトップ・プレイヤー達の対戦を呼び物にした最初のトーナメントであり、2006年と2007年には、オランダで開催されたインターナショナル・ダーツ・リーグとワールド・ダーツ・トロフィーは、BDO対PDCを呼び物にするため、PDCのプレイヤーが招待されている。

## PDC オーダー・オヴ・メリットと賞金
このトーナメントは、獲得した賞金額に基づくPDCのワールド・ランキング・システムであるPDC オーダー・オヴ・メリット (PDC OOM) に反映されるメジャー・トーナメントである。
現在、賞金総額は、PDCのイベント中、ワールド・マッチプレイに次いで4番目となっている。
このトーナメントの賞金は、以下の通りとなっている。
| 年   | 優勝     | 準優勝  | 準決勝  | 準々決勝 | ラスト 16 | グループ3位 | グループ4位 | グループ 首位 | ハイエスト・ チェクアウト | 9ダーター | 実総額   | 公称総額          |
| ---- | -------- | ------- | ------- | -------- | --------- | ----------- | ----------- | ------------- | ------------------------- | --------- | -------- | ----------------- |
| 2007 | £80,000  | £35,000 | £15,000 | £10,000  | £6,000    | -           | £4,000      | -             | £3,000                    | -         | £300,000 | £250,000 £300,000 |
| 2008 | £100,000 | £40,000 | £20,000 | £12,500  | £7,500    | -           | £4,000      | -             | £2,000                    | 不明      | £356,000 | £356,000          |
| 2009 | £100,000 | £50,000 | £25,000 | £15,000  | £7,500    | £5,000      | £2,500      | £2,500        | 不明                      | -         | £400,000 | £400,000          |
| 2010 | £100,000 | £50,000 | £25,000 | £15,000  | £7,500    | £5,000      | £2,500      | £2,500        | 不明                      | -         | £400,000 | £400,000          |
| 2011 | £100,000 | £50,000 | £25,000 | £15,000  | £7,500    | £5,000      | £2,500      | £2,500        | 不明                      | -         | £400,000 | £400,000          |
| 2012 | £100,000 | £50,000 | £25,000 | £15,000  | £7,500    | £5,000      | £2,500      | £2,500        | 不明                      | -         | £400,000 | £400,000          |
| 2013 | £100,000 | £50,000 | £25,000 | £15,000  | £7,500    | £5,000      | £2,500      | £2,500        | 不明                      | -         | £400,000 | £400,000          |
| 2014 | £100,000 | £50,000 | £25,000 | £15,000  | £7,500    | £5,000      | £2,500      | £2,500        | 不明                      | -         | £400,000 | £400,000          |
| 2015 | £100,000 | £50,000 | £25,000 | £15,000  | £7,500    | £5,000      | £2,500      | £2,500        | 不明                      | £30,000   | £430,000 | £400,000          |
| 2016 | £100,000 | £50,000 | £25,000 | £15,000  | £7,500    | £5,000      | £2,500      | £2,500        | 不明                      | -         | £400,000 | £400,000          |
| 2017 | £110,000 | £55,000 | £28,500 | £16,000  | £10,000   | £5,000      | £3,000      | £2,500        | 不明                      | -         | £450,000 | £450,000          |
| 2018 | £110,000 | £55,000 | £28,500 | £16,000  | £10,000   | £5,000      | £3,000      | £2,500        | 不明                      | £25,000   | £475,000 | £450,000          |
| 2019 | £125,000 | £65,000 | £40,000 | £20,000  | £10,000   | £7,500      | £4,000      | £3,500        | 不明                      | -         | £550,000 | £550,000          |
| 2020 | £125,000 | £65,000 | £40,000 | £20,000  | £10,000   | £7,500      | £4,000      | £3,500        | 不明                      | -         | £550,000 | £550,000          |
| 2021 | £125,000 | £65,000 | £40,000 | £20,000  | £10,000   | £7,500      | £4,000      | £3,500        | 不明                      | -         | £550,000 | £550,000          |
| 2022 | £150,000 | £70,000 | £50,000 | £25,000  | £12,250   | £8,000      | £5,000      | £3,500        | 不明                      | 不明      | £650,000 | £650,000          |
| 2023 | £150,000 | £70,000 | £50,000 | £25,000  | £12,250   | £8,000      | £5,000      | £3,500        | 不明                      | £10,000   | £660,000 | £650,000          |
| 2024 | £150,000 | £70,000 | £50,000 | £25,000  | £12,250   | £8,000      | £5,000      | £3,500        | 不明                      | -         | £650,000 | £650,000          |

なお、この賞金額はWDF/BDOの賞金額が最も多いイベントであるBDO ワールド・プロフェッショナル・ダーツ・チャンピオンシップス (レイクサイド) の実際に払われた賞金額も、BDOによる公称額も超えている。
2011年における他のトーナメントとの賞金額の比較は、次の通りである。
| 年   | 団体      | 大会                           | 公称総額 | 実総額   | 優勝     | 準優勝  | 準決勝  | 準々決勝 | ラスト 16 | ラスト 24 | ラスト 32 | グループ 1位通過 | 9ダーター | ハイエスト・ チェクアウト |
| ---- | --------- | ------------------------------ | -------- | -------- | -------- | ------- | ------- | -------- | --------- | --------- | --------- | ---------------- | --------- | ------------------------- |
| 2011 | PDC       | グランド・スラム・オヴ・ダーツ | £400,000 | £400,000 | £100,000 | £50,000 | £25,000 | £15,000  | £7,500    | £5,000    | £2,500    | £2,500           | -         | 不明                      |
| 2011 | PDC       | ワールド・マッチプレイ         | £400,000 | £410,000 | £100,000 | £50,000 | £25,000 | £15,000  | £7,500    | -         | £5,000    | -                | £10,000   | 不明                      |
| 2011 | PDC       | ワールド・グランプリ           | £350,000 | £355,000 | £100,000 | £40,000 | £20,000 | £12,500  | £7,000    | -         | £4,000    | -                | £5,000    | 不明                      |
| 2011 | WDF (BDO) | レイクサイド (メンズ)          | £329,000 | £261,000 | £100,000 | £30,000 | £11,000 | £6,000   | £4,250    | -         | £3,000    | -                | -         | £3,000                    |
| 2011 | WDF (BDO) | レイクサイド (ウィメンズ)      | £329,000 | £16,000  | £10,000  | £2,000  | £1,000  | £500     | -         | -         | -         | -                | -         | £3,000                    |

## 本戦の日程・会場・放送など
日程、会場、タイトル・スポンサー、テレビ放送などの情報は、以下の通りである。
初回から2010年まではITV、2011年よりSky Sportsで全試合が生放送されており、PDCtvでも生放送とハイライトが視聴できる。
| 年   | 開始日     | 終了日     | 開催日数 | 会場                                      | スポンサー     | 使用ボード          | テレビ放送    |
| ---- | ---------- | ---------- | -------- | ----------------------------------------- | -------------- | ------------------- | ------------- |
| 2007 | 11/17 (土) | 11/25 (日) | 9        | シヴィック・ホール (ウルヴァーハンプトン) | PartyBets.com  | unicorn ECLIPSE PRO | ITV           |
| 2008 | 11/15 (土) | 11/23 (日) | 9        | シヴィック・ホール (ウルヴァーハンプトン) | PartyPoker.com | unicorn ECLIPSE PRO | ITV           |
| 2009 | 11/14 (土) | 11/22 (日) | 9        | シヴィック・ホール (ウルヴァーハンプトン) | PartyPoker.com | unicorn ECLIPSE PRO | ITV           |
| 2010 | 11/13 (土) | 11/21 (日) | 9        | シヴィック・ホール (ウルヴァーハンプトン) | Daily Mirror   | unicorn ECLIPSE PRO | ITV           |
| 2011 | 11/12 (土) | 11/20 (日) | 9        | シヴィック・ホール (ウルヴァーハンプトン) | William Hill   | unicorn ECLIPSE PRO | Sky Sports HD |

### テレビ放送
ITVは、初開催から、2010年まで、このグランド・スラム・オヴ・ダーツを放映していた。これは、1988年にWDF/BDOのワールド・マスターズの放送を止めてから、初めてITVで放送されたダーツ・トーナメントとなる（例外として、1999年のフィル・テイラーとレイモンド・ファン・バルネフェルトが行ったチャンピオン同士の対決がある）。
2007年から2010年までITV4の週間順位1位を譲ることはなかった。
2009年のこのトーナメントの放送は、週間順位において1位から9位までを独占した。
2011年からは、Sky Sportsがこのトーナメントを3年間放送する契約が発表されている。

### ハイライト

#### 2007年
フィル・テイラーが、決勝でアンディ・ハミルトンに18-11（レッグ）で勝利し、このタイトルを獲得した。

#### 2008年
テイラーは、18-9でテリー・ジェンキンスを打ち破り、タイトル防衛に成功した。

#### 2009年
テイラーが、16-2という大差でスコット・ウェイツに勝利し、3度連続のグランド・スラム優勝を手に入れた。ただし、ウェイツは、BDOのプレイヤーで初の決勝進出となっている。また、女子プレイヤーのアナスタシア・ドブロミスロワが、グループ戦の対ヴィンセント・ファン・デル・フォールト戦において、5-4でグランド・スラム・オヴ・ダーツ初の女子プレイヤーの勝利を成し得た。

#### 2010年
BDOのプレイヤーであるウェイツが、決勝でPDCのプレイヤーであるジェームズ・ウェイドを破り、テイラー以外かつBDOのプレイヤー初となるタイトル獲得を達成した。

#### 2011年
テイラーが決勝においてゲイリー・アンダーソンに16-4で勝利し、このタイトルを取り戻した。

#### 2012年
レイモンド・ファン・バルネフェルトが、決勝においてマイケル・ヴァン・ガーウェンとのオランダ人対決を16-14の接戦で制し、この大会で初めてチャンピオンとなった。

#### 2013年
テイラーが決勝でスコットランドのロバート・ソーントンを16-9で破り、5度目のタイトルを獲得した。準決勝のテイラー対エイドリアン・ルイス戦は史上まれに見る高レベルな試合となり、3ダーツ平均は、テイラーが109.76、ルイスが110.99であった。180得点は、27レグの間に両者合わせて32回行われた。

#### 2014年
テイラーは16-13でデイブ・チズナルを破り、6度目のタイトルを手にした。ベルギーのキム・ハイブレクトは準々決勝の対マイケル・ヴァン・ガーウェン戦で9ダーツを達成し、大会史上2人目の9ダーツ達成者となった。

#### 2015年
この年から初めてPDCオーダー・オブ・メリットのランキングトーナメントに追加された。前回及び過去6回のチャンピオンであるテイラーは決勝でマイケル・ヴァン・ガーウェンに13-16で破れ、タイトルを失った。グループステージではデイブ・チズナルがピーター・ライトに対し9ダーツを達成し、大会史上3人目の達成者となった。またこの年の大会は、2007年の初開催以来毎年出場を拒んできたBDOのレジェンド、マーティン・アダムズが初めて出場した大会でもある。

#### 2016年
前回王者のヴァン・ガーウェンが決勝でジェームズ・ウェイドに16-8で勝利し、テイラー以来となるタイトル防衛、及び2度目のチャンピオンとなった。

#### 2017年
ヴァン・ガーウェンが決勝でピーター・ライトを16-12で破り、大会3連覇を成し遂げた。テイラーはこの年が最後の出場で、準決勝まで進むも最終的なチャンピオンであるヴァン・ガーウェンに8-16で敗れた。

#### 2018年
ウェールズのガーウィン・プライスは決勝でゲイリー・アンダーソンに16-13で勝利することによって、最初のPDCメジャー・タイトルを手に入れた。ベルギーのディミトリ・バン・デン・バーグは第2ラウンドのスティーブン・バンティング戦において大会史上4度目の9ダーツを達成した。この大会では、史上初めてイングランドの選手が準々決勝に進めなかった。またこの年からのチャンピオンには、2018年4月に亡くなった伝説のプレイヤーにちなんで「エリック・ブリストウ・トロフィー」が送られることとなった。

#### 2019年
前年度チャンピオンのガーウィン・プライスが圧倒的なパフォーマンスでピーター・ライトを16-6で破り、テイラー、ヴァン・ガーウェンに続いて史上3人目のタイトル防衛に成功した。なお、決勝のライト戦の3ダーツ平均は107.86であり、これは決勝史上2番目に高い記録であった。

#### 2020年
ホセ・デ・ソーサが決勝でジェームズ・ウェイドを16-12で破り、ポルトガル人として初めてPDCメジャー・タイトルを獲得した。ウェイドは3度目の準優勝となった。準々決勝ではサイモン・ウィットロックがヴァン・ガーウェンに対し大会記録となる20回の180得点を行い、最終的には16-15で勝利した。

#### 2021年
ガーウィン・プライスはピーター・ライトを16-8で破り、3度目のタイトルを手にした。ファロン・シャーロックはグループステージにおいて3ダーツ平均101.55を叩き出し、テレビで放映された女性の最高3ダーツ平均記録の新記録を樹立した。シャーロックは女性として初めてグループステージを突破し、さらに第2ラウンドでもメンサー・スルホビックに10-5で勝利するが、準々決勝でライトに13-16で敗退となった。ヴァン・ガーウェンはグループステージでジョー・カレン相手に3ダーツ平均115.19で大会記録を塗り替えた。また、2020年にBDOが解散したため、大会史上初めてBDOの代表がトーナメントに参加しなかった。

#### 2022年
前回王者のプライスは準々決勝で、2021年2月に現役復帰したレイモンド・ファン・バルネフェルトに13-16で敗れてタイトルを失った。バルネフェルトは準決勝でマイケル・スミスに12-16で敗れた。スミスはそのままの勢いでネーザン・アスピナルを16-5の大差で下し、初のメジャー・タイトルを手にした。北アイルランドのジョシュ・ロックは初出場ながらグループステージを突破し、第2ラウンドの対ヴァン・ガーウェン戦で大会5度目の9ダーツを達成するが、3ダーツ平均107.71のヴァン・ガーウェンに8-10で敗れた。

## 形式
グランド・スラム・オヴ・ダーツは、ラスト32から始まるグループ戦とラスト16からのシングル・エリミネイション・トーナメントを合わせたトーナメントであり、最たる特徴は、PDCとBDOの両プレイヤーの対戦が実現することである（BDOは2020年に消滅）。

### 出場者の決定
このトーナメントは招待制であるが、次のどれかを満たしたプレイヤーは、開始当初から毎年招待されている。
- 各メジャー・トーナメントで決勝に進出
- ワイルド・カード予選を通過

2024年の対象となるトーナメントとプレイヤーは、以下となった。例年、対象プレイヤーが、既に出場者となっている場合、例年、対象トーナメントを後に増やしたり、各種オーダー・オヴ・メリットやWDFランキングを用いたりして選抜を行っている。
| トーナメント                                   | 優勝 | 準優勝 | 準決勝 |  | 同年 | 昨年 | 一昨年 |
| ---------------------------------------------- | ---- | ------ | ------ |  | ---- | ---- | ------ |
| グランド・スラム・オヴ・ダーツ                 | ○    | ○      | -      |  | -    | ○    | -      |
| PDC ワールド・ダーツ・チャンピオンシップ       | ○    | ○      | -      |  | ○    | -    | -      |
| ワールド・マッチプレイ                         | ○    | ○      | -      |  | ○    | -    | -      |
| ワールド・グランプリ                           | ○    | ○      | -      |  | ○    | -    | -      |
| UKオープン                                     | ○    | ○      | -      |  | ○    | -    | -      |
| プレミア・リーグ・ダーツ                       | ○    | ○      | -      |  | ○    | -    | -      |
| プレイヤーズ・チャンピオンシップ・ファイナルズ | ○    | ○      | -      |  | -    | ○    | -      |
| ヨーロピアン・チャンピオンシップ               | ○    | ○      | -      |  | ○    | -    | -      |
| マスターズ                                     | ◯    | ◯      | -      |  | ◯    | -    | -      |
| ワールドシリーズ・オブ・ダーツ・ファイナルズ   | ◯    | ◯      | -      |  | ◯    | -    | -      |
| PDC ワールド・カップ・オヴ・ダーツ             | ○    | ○      | -      |  | ◯    | -    | -      |
| ワールド・ユース・チャンピオンシップ           | ○    | ○      | -      |  | -    | ○    | -      |
| 女子ワールド・マッチプレイ                     | ◯    | -      | -      |  | ◯    | -    | -      |
| PDC アジア・チャンピオンシップ                 | ◯    | -      | -      |  | ◯    | -    | -      |
| CDC コンチネンタル・カップ                     | ◯    | -      | -      |  | ◯    | -    | -      |

他に、上記該当選手を除くヨーロピアンツアーのチャンピオン及びプレイヤーズ･チャンピオンシップのチャンピオンなども出場者となった。またこれらに加え、PDC チャレンジツアー、PDC 開発ツアー、PDC ウィメンズシリーズからそれぞれの最高位のプレイヤー (既に出場権を得た者を除く) が1名ずつ出場権を得た。

### 本戦
まず、各4名のグループ (A-Hの8グループ) に分け、グループ内総当たり戦を行う。このグループ戦は、ポイント制であり、上位2名がラスト16のシングル・エリミネイション・トーナメントへ出場できる。なお、同点の場合は、得失レッグズ差、それも同じ場合は、1位と2位に関しては直接対決の結果、2位と3位に関しては、ナイン・ダート・シュータウトという9本のダーツで多くの点数を獲得したプレイヤーを勝ちとする方法で、順位を付ける。
| 曜日 | ラウンド | レッグズ (ベスト・オヴ) | 試合数 | 備考                        |
| ---- | -------- | ----------------------- | ------ | --------------------------- |
| 土   | グループ | 9                       | 4      | グループA-Dから各1試合      |
| 日   | グループ | 9                       | 8      | グループE-H、A-Dから各1試合 |
| 月   | グループ | 9                       | 4      | グループE-Hから各1試合      |
| 火   | グループ | 9                       | 4      | グループA-Dから各1試合      |
| 水   | グループ | 9                       | 4      | グループE-Hから各1試合      |
| 木   | ラスト16 | 19                      | 4      | -                           |
| 金   | ラスト16 | 19                      | 4      | -                           |
| 土   | 準々決勝 | 31                      | 4      | -                           |
| 日   | 準決勝   | 31                      | 2      | -                           |
| 日   | 決勝     | 31                      | 1      | -                           |

#### レッグ数
各年の各ラウンドにおけるレッグ数は、以下の通りである。どの試合も、タイブレイクはない。
| 年   | グループ |  | ラスト16 | 準々決勝 | 準決勝 | 決勝 |
| ---- | -------- |  | -------- | -------- | ------ | ---- |
| 2007 | 9        |  | 19       | 19       | 25     | 35   |
| 2008 | 9        |  | 19       | 19       | 31     | 35   |
| 2009 | 9        |  | 19       | 31       | 31     | 31   |
| 2010 | 9        |  | 19       | 31       | 31     | 31   |
| 2011 | 9        |  | 19       | 31       | 31     | 31   |
| 2012 | 9        |  | 19       | 31       | 31     | 31   |
| 2013 | 9        |  | 19       | 31       | 31     | 31   |
| 2014 | 9        |  | 19       | 31       | 31     | 31   |
| 2015 | 9        |  | 19       | 31       | 31     | 31   |
| 2016 | 9        |  | 19       | 31       | 31     | 31   |
| 2017 | 9        |  | 19       | 31       | 31     | 31   |
| 2018 | 9        |  | 19       | 31       | 31     | 31   |
| 2019 | 9        |  | 19       | 31       | 31     | 31   |
| 2020 | 9        |  | 19       | 31       | 31     | 31   |
| 2021 | 9        |  | 19       | 31       | 31     | 31   |
| 2022 | 9        |  | 19       | 31       | 31     | 31   |
| 2023 | 9        |  | 19       | 31       | 31     | 31   |
| 2024 | 9        |  | 19       | 31       | 31     | 31   |

## 結果
| 年   | 優勝 (決勝平均)                            | Score | 準優勝 (決勝平均)                    | 賞金     | 賞金     | 賞金    | スポンサー       | 会場                                     |
| 年   | 優勝 (決勝平均)                            | Score | 準優勝 (決勝平均)                    | 総額     | 優勝     | 準優勝  | スポンサー       | 会場                                     |
| ---- | ------------------------------------------ | ----- | ------------------------------------ | -------- | -------- | ------- | ---------------- | ---------------------------------------- |
| 2007 | フィル・テイラー (101.75)                  | 18–11 | アンディ・ハミルトン (100.97)        | £300,000 | £80,000  | £35,000 | PartyBets.com    | シヴィックホール, Wolverhampton          |
| 2008 | フィル・テイラー (106.25)                  | 18–9  | テリー・ジェンキンス (100.92)        | £356,000 | £100,000 | £40,000 | PartyPoker.com   | シヴィックホール, Wolverhampton          |
| 2009 | フィル・テイラー (103.94)                  | 16–2  | スコット・ウェイツ (94.16)           | £400,000 | £100,000 | £50,000 | PartyPoker.com   | シヴィックホール, Wolverhampton          |
| 2010 | スコット・ウェイツ (99.86)                 | 16–12 | ジェームズ・ウェイド (92.79)         | £400,000 | £100,000 | £50,000 | デイリー・ミラー | シヴィックホール, Wolverhampton          |
| 2011 | フィル・テイラー (109.04)                  | 16–4  | ゲイリー・アンダーソン (98.92)       | £400,000 | £100,000 | £50,000 | ウィリアムヒル   | シヴィックホール, Wolverhampton          |
| 2012 | レイモンド・ファン・バルネフェルト (95.79) | 16–14 | マイケル・ヴァン・ガーウェン (98.55) | £400,000 | £100,000 | £50,000 | ウィリアムヒル   | シヴィックホール, Wolverhampton          |
| 2013 | フィル・テイラー (98.14)                   | 16–6  | ロバート・ソーントン (97.02)         | £400,000 | £100,000 | £50,000 | ウィリアムヒル   | シヴィックホール, Wolverhampton          |
| 2014 | フィル・テイラー (102.45)                  | 16–13 | デイブ・チズナル (98.02)             | £400,000 | £100,000 | £50,000 | Singha Beer      | シヴィックホール, Wolverhampton          |
| 2015 | マイケル・ヴァン・ガーウェン (100.94)      | 16–13 | フィル・テイラー (102.53)            | £400,000 | £100,000 | £50,000 | Singha Beer      | シヴィックホール, Wolverhampton          |
| 2016 | マイケル・ヴァン・ガーウェン (98.74)       | 16–8  | ジェームズ・ウェイド (90.73)         | £400,000 | £100,000 | £50,000 | Singha Beer      | シヴィックホール, Wolverhampton          |
| 2017 | マイケル・ヴァン・ガーウェン (102.18)      | 16–12 | ピーター・ライト (97.71)             | £450,000 | £110,000 | £55,000 | Bwin             | シヴィックホール, Wolverhampton          |
| 2018 | ガーウィン・プライス (96.70)               | 16–13 | ゲイリー・アンダーソン (97.25)       | £450,000 | £110,000 | £55,000 | Bwin             | Aldersley Leisure Village, Wolverhampton |
| 2019 | ガーウィン・プライス (107.86)              | 16–6  | ピーター・ライト (96.28)             | £550,000 | £125,000 | £65,000 | BoyleSports      | Aldersley Leisure Village, Wolverhampton |
| 2020 | ホセ・デ・ソーサ (99.95)                   | 16–12 | ジェームズ・ウェイド (94.26)         | £550,000 | £125,000 | £65,000 | BoyleSports      | Ricoh Arena, Coventry                    |
| 2021 | ガーウィン・プライス (103.90)              | 16–8  | ピーター・ライト (91.51)             | £550,000 | £125,000 | £65,000 | Cazoo            | Aldersley Leisure Village, Wolverhampton |
| 2022 | マイケル・スミス (96.84)                   | 16–5  | ネーザン・アスピナル (90.94)         | £650,000 | £150,000 | £70,000 | Cazoo            | Aldersley Leisure Village, Wolverhampton |
| 2023 | ルーク・ハンフリーズ (104.69)              | 16–8  | ロブ・クロス (103.61)                | £650,000 | £150,000 | £70,000 | Mr Vegas         | Aldersley Leisure Village, Wolverhampton |
| 2024 | ルーク・リトラー (107.08)                  | 16–3  | マーティン・ルークマン (93.42)       | £650,000 | £150,000 | £70,000 | Mr Vegas         | Aldersley Leisure Village, Wolverhampton |

### ナイン＝ダート・フィニッシュ
グランド・スラム・オヴ・ダーツで達成されたナイン・ダート・フィニッシュは、以下の通りである。
| 選手                           | 年   | ラウンド   | 方法                            | 相手                         | 結果 |
| ------------------------------ | ---- | ---------- | ------------------------------- | ---------------------------- | ---- |
| ジェームズ・ウェイド           | 2008 | ラスト16   | 3 x T20; 3 x T20; T20, T19, D12 | ゲイリー・アンダーソン       | 敗北 |
| キム・ハイブレクト             | 2014 | 準々決勝   | 3 x T20; 3 x T20; T20, T19, D12 | マイケル・ヴァン・ガーウェン | 勝利 |
| デイブ・チズナル               | 2015 | グループ戦 | 3 x T20; 3 x T20; T20, T19, D12 | ピーター・ライト             | 勝利 |
| ディミトリ・バン・デン・バーグ | 2018 | ラスト16   | 3 x T20; 3 x T20; T20, T19, D12 | スティーブン・バンティング   | 勝利 |
| ジョシュ・ロック               | 2022 | ラスト16   | 3 x T20; 3 x T20; T20, T19, D12 | マイケル・ヴァン・ガーウェン | 敗北 |
| ライアン・サール               | 2023 | グループ戦 | 3 x T20; 3 x T20; T20, T19, D12 | ネイサン・ラファティ         | 勝利 |

### ハイエスト・チェクアウト
2024年までで、延べ26人がハイエスト・チェックアウトを達成している。
| 年   | プレイヤー | 数字 |
| ---- | --- | ---- |
| 2007 | ジェームズ・ウェイド                                                                                              | 170  |
| 2008 | ゲイリー・アンダーソン                                                                                            | 170  |
| 2009 | ケビン・マクダイン フィル・テイラー                                                                               | 170  |
| 2010 | コリン・ロイド ゲイリー・アンダーソン                                                                             | 170  |
| 2011 | ジェームズ・ウェイド テッド・ハンキー                                                                             | 161  |
| 2012 | マイケル・ヴァン・ガーウェン x 4 ウェスリー・ハームズ                                                             | 170  |
| 2013 | テッド・ハンキー                                                                                                  | 170  |
| 2014 | ロビー・グリーン ジェームズ・ウェイド デイブ・チズナル                                                            | 170  |
| 2015 | ロビー・グリーン デイブ・チズナル マイケル・ヴァン・ガーウェン                                                    | 170  |
| 2016 | ジェフ・スミス マイケル・ヴァン・ガーウェン                                                                       | 170  |
| 2017 | ロブ・クロス ピーター・ライト                                                                                     | 170  |
| 2018 | サイモン・ウィットロック x 2 スティーブン・バンティング ガーウィン・プライス                                      | 170  |
| 2019 | スティーブ・レノン                                                                                                | 167  |
| 2020 | ジョー・カレン | 164  |
| 2021 | ファロン・シャーロック ロウビー=ジョン・ロドリゲス マイケル・ヴァン・ガーウェン マイケル・スミス ピーター・ライト | 170  |
| 2022 | ルーク・ウッドハウス ジョー・カレン                                                                               | 170  |
| 2023 | クリストフ・ラタイスキー ルーク・ハンフリーズ ロブ・クロス                                                        | 170  |
| 2024 | スティーブン・バンティング ダニー・ノッパード                                                                     | 170  |

## 記録

### 回数
ここでは、回数に関する記録を紹介する。

#### 最多優勝
- 6  フィル・テイラー (2007 - 2009, 2011, 2013 - 2014)
- 3  マイケル・ヴァン・ガーウェン (2015 - 2017)
- 3  ガーウィン・プライス (2018 - 2019, 2021)
- 1  スコット・ウェイツ (2010)
- 1  レイモンド・ファン・バルネフェルト (2012)
- 1  ホセ・デ・ソーサ (2020)
- 1  マイケル・スミス (2022)
- 1  ルーク・ハンフリーズ (2023)
- 1  ルーク・リトラー (2024)

#### 最多決勝出場
- 7  フィル・テイラー (2007 - 2009, 2011, 2013 - 2015)
- 4  マイケル・ヴァン・ガーウェン (2012, 2015 - 2017)
- 3  ガーウィン・プライス (2018 - 2019, 2021)
- 3  ジェームズ・ウェイド (2010, 2016, 2020)
- 3  ピーター・ライト (2017, 2019, 2021)
- 2  スコット・ウェイツ (2009 - 2010)
- 2  ゲイリー・アンダーソン (2011, 2018)

#### 出場回数
グランド・スラムは、主要トーナメントで決勝や準決勝に出場したり、各ランキングで上位に入っているプレイヤーを招待するトーナメントなので、参加できること自体がある程度名誉なことであるが、何度も招待されることは、ことさら名誉なことである。
- 17  マイケル・ヴァン・ガーウェン
- 17  ジェームズ・ウェイド
- 17  ゲイリー・アンダーソン
- 14  レイモンド・ファン・バルネフェルト
- 12  デイブ・チズナル
- 12  ピーター・ライト
- 11  フィル・テイラー
- 11  サイモン・ウィットロック
- 11  エイドリアン・ルイス
- 11  マイケル・スミス

#### 最多勝利
- 62  マイケル・ヴァン・ガーウェン (7回: 2015 - 2017;　6回: 2012;　5回: 2019;　4回: 2014, 2018, 2020 - 2021;　3回: 2013, 2022 - 2023;　2回: 2011;　1回: 2007 - 2008, 2024)
- 58  フィル・テイラー (7回: 2007, 2011, 2013 - 2014;　6回: 2008 - 2009, 2015;　4回: 2017;　3回: 2010, 2016;　2回: 2012)

#### 不敗記録
- 22  マイケル・ヴァン・ガーウェン (2015年グループ戦 - 2018年グループ戦)
- 20  フィル・テイラー (2013年グループ戦 - 2015年決勝)

#### ナイン・ダート・フィニッシュ
- 1  ジェームズ・ウェイド
- 1  キム・ハイブレクト
- 1  デイブ・チズナル
- 1  ディミトリ・バン・デン・バーグ
- 1  ジョシュ・ロック
- 1  ライアン・サール

#### 180
180の記録は、2009年以降のものに限定する。

##### 最多の大会
- 321 2011 グランド・スラム・オヴ・ダーツ
- 305 2009 グランド・スラム・オヴ・ダーツ
- 300 2010 グランド・スラム・オヴ・ダーツ

##### 1大会中の最多
- 52  エイドリアン・ルイス (2013)
- 41  ゲイリー・アンダーソン (2011)
- 39  デイブ・チズナル (2014)
- 35  レイモンド・ファン・バルネフェルト (2012)
- 35  マイケル・ヴァン・ガーウェン (2012)
- 33  スコット・ウェイツ (2010)
- 33  キム・ハイブレクト (2014)
- 32  フィル・テイラー (2013)

### 100以上の平均値

#### 全ラウンド
過去7人の選手が全ラウンドでの対戦平均値100越えを達成している。なお、括弧内の「GP」はグループ戦を意味する。
- 2014  フィル・テイラー (GP: 100.20; GP: 114.65; GP: 106.47; L16: 101.70; QF: 107.28; SF: 101.61; F: 102.45)
- 2015  マイケル・ヴァン・ガーウェン (GP: 102.95; GP: 106.23; GP: 105.38; L16: 109.18; QF: 111.05; SF: 102.19; F: 100.94)
- 2017  マイケル・ヴァン・ガーウェン (GP: 100.95; GP: 108.28; GP: 108.29; L16: 104.98; QF: 104.26; SF: 106.87; F: 102.18)
- 2024  ルーク・リトラー (GP: 112.16; GP: 106.98; GP: 102.05; L16: 103.48; QF: 105.11; SF: 103.81; F: 107.08)
- 2007  レイモンド・ファン・バルネフェルト (GP: 105.26; GP: 100.94; GP: 104.08; L16: 101.01)
- 2015  ゲイリー・アンダーソン (GP: 101.55; GP: 103.36; GP: 102.79; L16: 104.22)
- 2017  ロブ・クロス (GP: 103.87; GP: 104.70; GP: 105.76; L16: 103.87; QF: 102.54)
- 2024  ヴェッセル・ナイマン (GP: 106.51; GP: 105.39; GP: 111.10)

#### 回数
2024年までで、最多は、フィル・テイラーの45回である。
- 45  フィル・テイラー
- 44  マイケル・ヴァン・ガーウェン
- 35  ゲイリー・アンダーソン
- 17  ガーウィン・プライス
- 16  マイケル・スミス
- 16  ジェームズ・ウェイド
- 15  ピーター・ライト

#### 最高対戦平均値
2024年までで、最高は、マイケル・ヴァン・ガーウェンの115.19である。
| 記録   | プレイヤー                     | 対戦相手                   | 年   | ラウンド   |
| ------ | ------------------------------ | -------------------------- | ---- | ---------- |
| 115.19 | マイケル・ヴァン・ガーウェン   | ジョー・カレン             | 2021 | グループ戦 |
| 114.85 | ディミトリ・バン・デン・バーグ | リッキー・エヴァンス       | 2020 | グループ戦 |
| 114.71 | ジャン・ヴァン・ヴィーン       | スティーブン・バンティング | 2024 | グループ戦 |
| 114.65 | フィル・テイラー               | クリスチャン・キスト       | 2014 | グループ戦 |
| 113.86 | ヘルト・デ・ヴォス             | ジョニー・クレイトン       | 2015 | グループ戦 |
| 113.62 | マイケル・スミス               | ネーザン・アスピナル       | 2019 | グループ戦 |
| 113.20 | ゲイリー・アンダーソン         | ライアン・ジョイス         | 2024 | グループ戦 |
| 112.66 | マイケル・ヴァン・ガーウェン   | ゲイリー・ロブソン         | 2018 | グループ戦 |
| 112.54 | ゲイリー・アンダーソン         | イアン・ホワイト           | 2018 | グループ戦 |
| 112.37 | フィル・テイラー               | ウェズ・ニュートン         | 2011 | ラスト16   |

#### 最高大会平均値
2024年までで、最高はヴェッセル・ナイマンの107.67 (2024) である。
| 記録   | プレイヤー                   | 年   | 結果         |
| ------ | ---------------------------- | ---- | ------------ |
| 107.67 | ヴェッセル・ナイマン         | 2024 | グループ敗退 |
| 106.58 | ジャン・ヴァン・ヴィーン     | 2024 | ラスト8      |
| 105.81 | ルーク・リトラー             | 2024 | チャンピオン |
| 105.42 | マイケル・ヴァン・ガーウェン | 2015 | チャンピオン |
| 105.12 | マイケル・ヴァン・ガーウェン | 2017 | チャンピオン |

#### 両者共
2011年までで、8回達成されている。
| 年   | ラウンド   | 勝者                                        | スコア  | 敗者                                            |
| ---- | ---------- | ------------------------------------------- | ------- | ----------------------------------------------- |
| 2007 | グループ戦 | (104.08) レイモンド・ファン・バルネフェルト | 5 – 2   | デニス・プリーストリー (103.53)                 |
| 2007 | ラスト16   | (102.14) テリー・ジェンキンス               | 10 – 7  | レイモンド・ファン・バルネフェルト (101.01)     |
| 2008 | 準決勝     | (102.30) テリー・ジェンキンス               | 16 – 14 | ゲイリー・アンダーソン (105.65)                 |
| 2009 | グループ戦 | (108.90) ジェームズ・ウェイド               | 5 – 3   | ロバート・ソーントン (100.95)                   |
| 2009 | グループ戦 | (103.25) アンディ・ハミルトン               | 5 – 3   | ジェームズ・ウェイド (102.62)                   |
| 2010 | グループ戦 | (102.63) トニー・オシェイ                   | 5 – 1   | ヴィンセント・ファン・デル・フォールト (100.92) |
| 2010 | グループ戦 | (103.38) スコット・ウェイツ                 | 5 – 1   | マーティン・フィリップス (103.28)               |
| 2011 | 準決勝     | (107.76) フィル・テイラー                   | 16 – 9  | エイドリアン・ルイス (101.10)                   |

### 年齢
ここでは、年齢に関する記録を紹介する。

#### 最年長優勝
- 54歳95日  フィル・テイラー (2014)

#### 最年少優勝
- 26歳204日  マイケル・ヴァン・ガーウェン (2015)

#### 最年長出場
- 60歳163日  マーティン・アダムズ (2016)
- 57歳126日   デニス・プリーストリー (2007)

#### 最年少出場
- 18歳206日  マイケル・ヴァン・ガーウェン (2007)
- 18歳272日   アダム・ゴーラス (2020)
- 19歳101日   テッド・エベッツ (2016)

## 参照・脚注
1. 1 2  Revised PDC ProTour Rules Professional Darts Corporation
2. 1 2  Grand Slam of Darts Darts Database
3. 1 2  Grand Slam of Darts Mastercaller
4. ↑  実際に支払われた賞金の合計。ただし、不明の項目を£0としている。
5. ↑  PDC Launch Grand Slam of Darts (2007) Professional Darts Corporation
6. ↑  Increased Prize Fund For Grand Slam of Darts (2007) PDC (導入の発表後、スポンサーがついたため、賞金額が増加した。)
7. ↑  ITV Commits To Grand Slam of Darts (2008) Professional Darts Corporation
8. 1 2  Grand Slam of Darts NetZone (2009) Professional Darts Corporation
9. ↑  Daily Mirror GSOD Day One Professional Darts Corporation
10. ↑  William Hill GSoD NetZone (2011) Professional Darts Corporation
11. ↑  男女各部門で実際に払われた合計額と、達成されたら支払われ、達成されなければ積み立てられることなく消失するナイン・ダート・フィニッシュの賞金の合計額。
12. ↑  Lakeside World Professional Darts Championships (Men's) Darts Database
13. ↑  Lakeside World Professional Darts Championships (Women's) Darts Database
14. ↑  PDCが2011年に開催するトーナメントにおけるハイエスト・チェクアウトの賞金額は不明なため、それ以外の実際に支払われた額の合計。
15. 1 2  Sky Sports Snap Up Grand Slam (2011) Professional Darts Corporation
16. ↑  Weekly Top 10 Programmes Broadcasters' Audience Research Board
17. ↑  ちなみに10位の番組タイトルは、"PHIL TAYLOR: THE POWER AND THE GLORY"であり、ダーツ関連の番組がトップ10を占めた。
18. ↑  2009年大会以前は、2008年大会にも、招待されている。
19. ↑  Grand Slam Qualification Criteria Professional Darts Corporation
20. ↑  同年のみ。
21. 1 2  Daily Mirror GSOD NetZone (2010) Professional Darts Corporation
22. ↑  PartyBets.com Grand Slam of Darts NetZone (2007) Professional Darts Corporation
23. ↑  PartyPoker.com Grand Slam of Darts NetZone (2008) Professional Darts Corporation
24. ↑  “Grand Slam Of Darts Winners”.   Darts Database. 2014年11月5日閲覧。
25. ↑  9 DART CLUB PDPA